# Henry Fanshawe Tozer
Henry Fanshawe Tozer (Plymouth, 10 de maig de 1829 - Oxford, 2 de juny de 1916) va ser un escriptor i professor anglès que va viatjar molt per les terres de la contornada de la Mediterrània. Després de graduar-se a Oxford, el 1850, va exercir-hi de tutor de 1855 a 1893 i alhora va ser també curator de la Institució Taylor (Oxford) de 1869 a 1893. El seu cunyat era Ernest Mason Satow. Va viatjar moltíssim per Grècia i per Turquia entre 1851 i 1882 i el 1879 va visitar l'Àsia Menor i més intensament Armènia.

## Obres
Va publicar diverses obres descrivint-hi aquests països.
- The Highlands of Turkey (dos volums, 1869)
- Lectures on the Geography of Greece (1873)
- Primer of Classical Geography (1877)
- Turkish Armenia and Eastern Asia Minor (881)
- The Church and the Eastern Empire (1888)
- The Islands of the Ægean (1890)
- History of Ancient Geography (1897)
- An English Commentary on Dante's Divina Commedia (1901)
- Translation of the Divina Commedia (1904)